# マイケル・マントラー
マイケル・マントラー（Michael Mantler、1943年8月10日 - ）は、オーストリアのアヴァンギャルド・ジャズ・トランペッターで、現代音楽の作曲家。

## アメリカでのキャリア
マントラーはオーストリアのウィーンで生まれた。1960年代初頭、彼は音楽アカデミーとウィーン大学の学生となり、トランペットと音楽学の勉強に集中していた。アメリカ合衆国マサチューセッツ州ボストンのバークリー音楽大学で勉強を続けた。1964年にニューヨークへ移り、ラズウェル・ラッド、アーチー・シェップ、セシル・テイラーとともにジャズ・コンポーザーズ・ギルドに参加した。そしてカーラ・ブレイとともにジャズ・リアリティー・クインテットを結成し、スティーヴ・レイシーとともにヨーロッパでツアーを行った。ギルド解散後、ジャズ・コンポーザーズ・オーケストラ・アソシエーション（JCOA）を設立。その目的は、新しいオーケストラ・ジャズの作品に出口を提供することであった。最初のレコード・リリースとして、1968年にセシル・テイラー、ドン・チェリー、ラズウェル・ラッド、ファラオ・サンダース、ラリー・コリエル、ガトー・バルビエリをソリストに迎えて、自身の音楽による2枚組アルバム『ジャズ・コンポーザーズ・オーケストラ』を制作した。この音楽の一部は、1969年にニューヨークのエレクトリック・サーカスで行われた「ロング・コンサート」でも演奏された。
オーケストラのレコード・レーベルを独立して流通させるという問題があったため、1972年にニュー・ミュージック・ディストリビューション・サービスを（JCOAの一部門として）設立。この組織は、ほぼ20年間にわたって多くの独立系レーベルにサービスを提供することになった。マントラーとブレイは、レコード・レーベル、レコーディング・スタジオ、音楽出版社である自分たちの会社「WATT」を設立した。1970年代半ばまでに、オーケストラと配給会社の両方が活動を中止した。
マントラーは、バンドのリーダーとしてよりも作曲家としての仕事に重点を置き、さまざまな楽器編成や人材で多くのソロ・アルバムを録音した。ライブに出演することはほとんどなく、作曲とレコーディングに集中していった。ロンドン交響楽団の弦楽セクションと『Something There』を録音し、作家のサミュエル・ベケット（『No Answer』）、ハロルド・ピンター（『Silence』）、エドワード・ゴーリー（『The Hapless Child』）の言葉を使ったいくつかのアルバムを録音した。
ロバート・クリストガウは『Christgau's Record Guide』でマントラーの1978年のLP『Movies』をレビューし、「究極のサウンドトラック・デモに最適なタイトルで、ラリー・コリエル、トニー・ウィリアムス、スティーヴ・スワロウ、カーラ・ブレイのチョップとサウンドを、ジャズのグループ作曲の慣例と20世紀のヨーロッパ音楽の慣例を統合した力強い楽曲群に（むしろ孤立しているとはいえ）利用している。肋骨まで刺さります」と書いている。
その後、デンマーク・ラジオ、スウェーデン・ラジオ、北ドイツおよび西ドイツ・ラジオ、リール歌劇場など、ヨーロッパのオーケストラとの委嘱や共演が行われた。1987年のアルバム『Many Have No Speech』には、サミュエル・ベケット、エルンスト・マイスター、フィリップ・スーポーの詩に基づいた英語、ドイツ語、フランス語の曲が収録されており、ロック・ミュージシャンのジャック・ブルース、マリアンヌ・フェイスフル、ロバート・ワイアットがボーカルを務めた。
1977年から1985年まで、彼はカーラ・ブレイ・バンドのメンバーも務め、ヨーロッパ、アメリカ、日本をくまなく広範囲にツアーし、バンドのすべてのレコーディングに参加した。マントラーとブレイは1965年から1991年まで結婚しており、後にミュージシャンとなる娘のカレン・マントラーをもうけている。

## ヨーロッパでのキャリア
1991年にアメリカを離れ、ヨーロッパに移住し、コペンハーゲン、デンマーク、フランス南部を拠点に活動するようになった。
新しいオーケストラ作品はオーストリア・ドナウ・フェスティバルからの委嘱により、1991年6月にウィーン近郊でマイケル・ギブス指揮、アンディ・シェパードをソリストに迎え、ウィーン近郊で初演された。新しい作品は、デンマーク・ラジオ・ビッグバンドや、ハンブルクの北ドイツ・ラジオ・ビッグバンドからも委嘱された。
1992年にマントラーは、バラネスク・カルテットとその他の楽器奏者をフィーチャーした新しいアルバム『Folly Seeing All This』を録音し、1993年3月にECMレコードからリリースした。このアルバムには、インストゥルメンタル作品と、1989年に亡くなる直前に書かれたサミュエル・ベケットの最後の作品で、ジャック・ブルースの声をフィーチャーした詩「What Is the Word」に合わせた音楽が1曲収録されている。
1993年、彼は自身のトランペットに加えて、モナ・ラーセン（ボイス）、ビャルネ・ルーペ（ギター）、キム・クリステンセン（キーボード）、そしてマリアンヌ・ソーレンセン（ヴァイオリン）、メッテ・ウィンザー（ヴィオラ）、グンナール・リチョウ（ヴィオラ）、ヘレ・ソーレンセン（チェロ）からなる弦楽四重奏団をフィーチャーした室内楽と歌のアンサンブルを結成した。初演は9月にコペンハーゲン・ジャズハウスで行われ、続いてデンマーク・ラジオでスタジオ制作が行われた。
イタリアの詩人ジュゼッペ・ウンガレッティの詞による『Cerco un Paese Innocente』（声楽、型破りなビッグバンド、室内アンサンブルのための歌と間奏曲の組曲）は、1994年1月にデンマーク・ラジオのコンサートで初演された。モナ・ラーセンのボイス、マントラーのアンサンブル、そしてオーレ・コック・ハンセン指揮のデンマーク・ラジオ・ビッグバンドがフィーチャーされた。その後、この作品はスタジオで録音され、1995年にECMレコードからリリースされた。
『School of Understanding』（「オペラのようなもの」）は、1996年8月にコペンハーゲンの新しい近代美術館、アーケンで初演された。参加者には歌手のジャック・ブルース、モナ・ラーセン、スーシ・フィルドガード、ジョン・グリーヴス、ドン・プレストン、カレン・マントラー、ペール・ヨルゲンセン、ロバート・ワイアットなどが含まれていた。この録音は、1997年11月にECMから2枚組CDとしてリリースされ、その後、ベルリンのヘッベル劇場で新しいライブ作品がリリースされた。
彼の『One Symphony』はヘッセン放送の委嘱により、1998年11月にペーター・ルンデル指揮フランクフルト放送交響楽団によって初演された。この作品の録音は、モナ・ラーセンとエルンスト・マイスターのテキストに合わせて歌曲を解釈した室内楽と歌のアンサンブルをフィーチャーした以前に録音された素材とともに、2000年2月にリリースされた。
室内オーケストラのためのポール・オースターの詩（彼の同名戯曲から）を歌にして、ロバート・ワイアットとスーシ・フィルドガードの声で収録した歌物アルバム『ハイド・アンド・シーク』は、2001年3月にリリースされた。この作品の演劇作品は、ロルフ・ハイム（以前、マントラーとともに『School of Understanding』のパフォーマンスで協力したことがある）によって考案され、2002年の春にコペンハーゲン（カノンハレン、2月）とベルリン（ヘッベル劇場、3月）で制作された。
彼の『Concerto for Marimba and Vibraphone』（2001年にポルトガルの打楽器奏者ペドロ・カルネイロからの委嘱作品）は、2005年3月にパスカル・ロフェ指揮フランクフルト放送交響楽団によりヘッセン放送で初演された。
2006年9月の間、ウィーンのポーギー&ベスは、彼の室内楽と歌のアンサンブルとともに一連の回顧的なポートレート・コンサートを開催した。
彼のライフワークが評価され、即興音楽国家賞、幼少期を過ごしたザンクト・ペルテン市のプランタウアー賞、ウィーン市音楽賞など、オーストリアでいくつかの賞を受賞している。
2006年にECMからリリースされたアンソロジー『Review』(1968年–2000年録音) では、JCOA、WATT、ECMでの30年以上にわたる録音を通じて、彼の音楽的軌跡をたどっている。
2007年11月、ローランド・クルティッヒ指揮によるカンメアンサンブル・ノイエ・ムジーク・ベルリンをフィーチャーした『Concertos』プロジェクトで、ジャズフェスト・ベルリンに出演した。ビャルネ・ルーペ（ギター）、ボブ・ロックウェル（テナーサックス）、ラズウェル・ラッド（トロンボーン）、ペドロ・カルネイロ（マリンバ、ヴィブラフォン）、マジェラ・シュトックハウゼン（ピアノ）、ニック・メイスン（パーカッション）、そしてトランペットにはマントラーをソリストに迎えた『Concertos』のスタジオ録音版が、2008年11月にECMからリリースされた。
彼の次のCD（『For Two』）は、ギター（ビャルネ・ルーペ）とピアノ（ペア・サロ）とのデュエット・シリーズで、2011年6月にECMからリリースされた。
新しい作品は、クリストフ・チェフ指揮のマックス・ブランド・アンサンブル（チェンバー・ミュージック・エイト、ターゲ・デア・ノイエン・ムジーク、オーストリア、クレムス、2012年）と、アルノー・プティ指揮のカオス・オーケストラ（歌手イミコ・パガノッティをフィーチャーしたオワゾー・ド・ゲール、フォーラム・ブラン・メニル、フランス、2014年）によって委嘱され演奏された。
2013年9月、ウィーンのポーギー&ベスは、クリストフ・チェフ指揮、ソリストにマイケル・マントラー（トランペット）、ハリー・ソーカルとヴォルフガング・プシュニヒ（サックス）、ビャルネ・ルーペ（ギター）、デヴィッド・ヘルボック（ピアノ）、そしてラジオ・ストリング・カルテット・ウィーンを迎えたヌーベル・キュイジーヌ・ビッグバンドをフィーチャーしたジャズ・コンポーザーズ・オーケストラ・アップデート・プロジェクトを発表した。このプログラムには、1968年のオリジナルであるアルバム『ジャズ・コンポーザーズ・オーケストラ』全曲の完全な再加工と、これまで演奏も録音もされていなかった1963年以降の古い素材も含まれていた。これらのパフォーマンスから選ばれた録音は、2014年11月にECMレコードからリリースされた。完全なプロジェクトは、2015年から2016年にかけて、メールス・フェスティバルとロッテルダムのノース・シー・ジャズ・フェスティバル (ヌーヴェル キュイジーヌ・ビッグ・バンドとの共演) で数回ライブ演奏された。ドイツのフランクフルト・ジャズ・フェスティバル（HRビッグバンドと共演）、ポルトガルのリスボン・ジャズ・エム・アゴスト・フェスティバル（オルケストラ・ジャズ・デ・マトシーニョスと共演）にも出演した。
声楽（イミコ・パガノッティ）と室内オーケストラ（マックス・ブランド・アンサンブル）のための連作歌曲「コメント・セスト（ハウ・イット・イズ）」は、2016年9月にウィーンのポーギー&ベスにて2回のコンサートで初演された。この作品のスタジオ録音が行われ、2017年11月にECMレコードからリリースされた。
その後のプロジェクトであるオーケストラ組曲では、古い作品のオーケストラによるさらなる再解釈に取り組み続け、彼にとって特に大切だったさまざまな音楽をより「アップデート」するための素材を非常に厳選して選んだ。その結果、クリストフ・チェフ指揮の大編成オーケストラのための一連の組曲（HideSeek、Alien、Cerco、Folly、TwoThirteen）が誕生し、2019年9月に再びウィーンのポーギー&ベスで行われた3回のコンサートで発表および録音された。その結果、生まれたアルバム『CODA - Orchestra Suites』と、一連の印刷版（50年間の録音作品から選ばれた、刻まれたスコアおよびファクシミリ・スコアを含む）は、2021年7月にECMレコードからリリースされた。

## ディスコグラフィ

### リーダー・アルバム
- 『コミュニケーション』 - Communication (1966年、Fontana) ※ジャズ・コンポーザーズ・オーケストラ名義
- Jazz Realities (1966年、Fontana) ※with スティーヴ・レイシー、カーラ・ブレイ
- 『ジャズ・コンポーザーズ・オーケストラ』 - The Jazz Composer's Orchestra (1968年、JCOA/ECM) ※with セシル・テイラー、ドン・チェリー、ファラオ・サンダース、ラリー・コリエル、ラズウェル・ラッド、ガトー・バルビエリ
- No Answer (1974年、Watt/ECM) ※with ドン・チェリー、ジャック・ブルース、カーラ・ブレイ、歌詞: サミュエル・ベケット
- 13 (1975年、Watt/ECM)
- The Hapless Child (1976年、Watt/ECM) ※with ロバート・ワイアット、テリエ・リピダル、カーラ・ブレイ、ジャック・ディジョネット、スティーヴ・スワロウ、歌詞: エドワード・ゴーリー
- Silence (1977年、Watt/ECM) ※with ロバート・ワイアット、ケヴィン・コイン、クリス・スペディング、歌詞: ハロルド・ピンター
- Movies (1978年、Watt/ECM) ※with ラリー・コリエル、スティーヴ・スワロウ、トニー・ウィリアムス
- More Movies (1980年、Watt/ECM) ※with フィリップ・カテリーン、スティーヴ・スワロウ、ゲイリー・ウィンド
- Something There (1983年、Watt/ECM) ※with ニック・メイスン、マイク・スターン、マイケル・ギブス、ロンドン・シンフォニー・オーケストラ・ストリングス
- Alien (1985年、Watt/ECM) ※with ドン・プレストン
- Live  (1987年、Watt/ECM) ※with ジャック・ブルース、リック・フェン、ドン・プレストン、ジョン・グリーヴス、ニック・メイスン
- Many Have No Speech (1988年、Watt/ECM) ※with ジャック・ブルース、マリアンヌ・フェイスフル、ロバート・ワイアット、リック・フェン、デンマーク・ラジオ・コンサート・オーケストラ、歌詞: サミュエル・ベケット、アーネスト・マイスター、フィリップ・スーポー
- The Watt Works Family Album (1990年、WATT/ECM) ※サンプラー
- Folly Seeing All This (1993年、ECM) ※with バラネスク・カルテット、リック・フェン、ジャック・ブルース、歌詞: サミュエル・ベケット
- Cerco Un Paese Innocente (1995年、ECM) ※with モナ・ラーセン、室内アンサンブル、デンマーク・ラジオ・ビッグバンド、歌詞: ジュゼッペ・ウンガレッティ
- The School of Understanding (opera) (1997年、ECM) ※with ジャック・ブルース、モナ・ラーセン、スーシ・フィルドガード、ジョン・グリーヴス、ドン・プレストン、カレン・マントラー、ペール・ヨルゲンセン、ロバート・ワイアット、室内アンサンブル、ストリングス・オブ・デンマーク・ラジオ・コンサート・オーケストラ（指揮: ジョルダーノ・ベリンカンピ）、歌詞: マイケル・マントラー
- Songs and One Symphony (2000年、ECM) ※with モナ・ラーセン、室内アンサンブル、ラジオ・シンフォニー・オーケストラ・フランクフルト（指揮: ペーター・ルンデル、歌詞: エルンスト・マイスター
- 『ハイド・アンド・シーク』 - Hide and Seek (2001年、ECM) ※with ロバート・ワイアット、スーシ・フィルドガード、室内アンサンブル、歌詞: ポール・オースター
- Review (2006年、ECM) ※1968年-2000年録音、22曲コンピレーション
- Concertos (2008年、ECM) ※with ビャルネ・ルーペ、ボブ・ロックウェル、ラズウェル・ラッド、ペドロ・カルネイロ、マジェラ・シュトックハウゼン、ニック・メイスン、カンメアンサンブル・ノイエ・ムジーク・ベルリン（指揮: ローランド・クルティッヒ）
- For Two (2011年、ECM) ※with ビャルネ・ルーペ、ペア・サロ
- Jazz Composer's Orchestra Update (2014年、ECM)
- Comment c'est (2017年、ECM)
- Coda - Orchestra Suites (2021年、ECM)

### カーラ・ブレイ
- 『エスカレーター・オーヴァー・ザ・ヒル』 - Escalator Over The Hill (1971年)
- 『トロピック・アペタイト』 - Tropic Appetites (1974年)
- 『ディナー・ミュージック』 - Dinner Music (1977年)
- 『ヨーロピアン・ツアー 1977』 - European Tour 1977 (1978年)
- 『ミュジーク・メカニーク』 - Musique Mecanique (1979年)
- 『ソーシャル・スタディズ』 - Social Studies (1981年)
- 『ライヴ! (艶奏会)』 - Live! (1982年)
- Mortelle Randonnée (1983年、PolyGram) ※サウンドトラック
- 『歌うのなんて好きじゃない』 - I Hate To Sing (1984年)
- 『ヘヴィ・ハート』 - Heavy Heart (1984年)

参加トリビュート・アルバム
- 『アマルコルド・ニーノ・ロータ』 - Amarcord Nino Rota (1981年、Hannibal) ※ハル・ウィルナー編集。ニーノ・ロータ・トリビュート
- 『セロニアス・モンクに捧ぐ』 - That's the Way I Feel Now (1984年、A&M) ※セロニアス・モンク・トリビュート

### その他
- ゲイリー・バートン : 『葬送』 - A Genuine Tong Funeral (1969年、RCA)
- チャーリー・ヘイデン&リベレーション・ミュージック・オーケストラ : 『リベレーション・ミュージック・オーケストラ』 - Liberation Music Orchestra (1970年、Impulse!)
- ジョン・グリーヴス&ピーター・ブレグヴァド : 『キュー・ローン』 - Kew. Rhone. (1976年、Virgin)
- ニック・メイスン : 『空想感覚』 - Nick Mason's Fictitious Sports (1981年、Harvest)
- チャーリー・ヘイデン&リベレーション・ミュージック・オーケストラ : 『戦死者たちのバラッド』 - The Ballad of the Fallen (1983年、ECM)